# Midi-overschuiving
De Midi-overschuiving (Frans: Faille du Midi, breuklijn van het zuiden) is een belangrijke geologische breukzone aan de noordrand van de Ardennen. Deze breukzone dagzoomt ongeveer van Charleroi tot Luik als een rechte lijn door het landschap. Verder naar het oosten of westen is de breuk afgedekt door recentere (vooral Mesozoïsche) sedimenten. Naar het oosten voorbij Luik gaat de breuk over in de Akense overschuiving.
De Midi-overschuiving is een overschuiving waarlangs tijdens de Hercynische orogenese Paleozoïsche sedimenten over het Massief van Brabant naar het noorden schoven. Dit gebeurde met een aantal overschuivingseenheden, de voorste (noordelijkste) daarvan is het synclinorium van Namen. De Midi-overschuiving loopt onder deze eenheden door en kan daarom beschouwd worden als een listrische breuk.
Het Massief van Brabant was tijdens de Hercynische orogenese een hard stuk van de korst waartegen de overschuivingen vanuit het zuiden als het ware plat gedrukt werden.

## Andere namen
- Eifelbreuk
- Overschuivingsbreuk van de Condroz